# Johann Ernst Glück
Johann Ernst Glück (Wettin, 18 de Maio de 1654 - Moscou, 5 de Maio de 1705) foi um clérigo luterano da Letónia, de origem alemã, que efectuou a primeira tradução da Bíblia para o idioma letão.

## Anos iniciais
Glück nasceu por volta de 1654 na cidade de Wettin, perto de Halle, na Alemanha. O seu pai era pastor luterano sendo que o ambiente familiar despertou-lhe o interesse para os assuntos religiosos. Aos 21 anos, após terminar os estudos teológicos na Alemanha, passou a viver na Livónia, zona onde hoje é a Letónia.

## Tradução da Bíblia para o letão

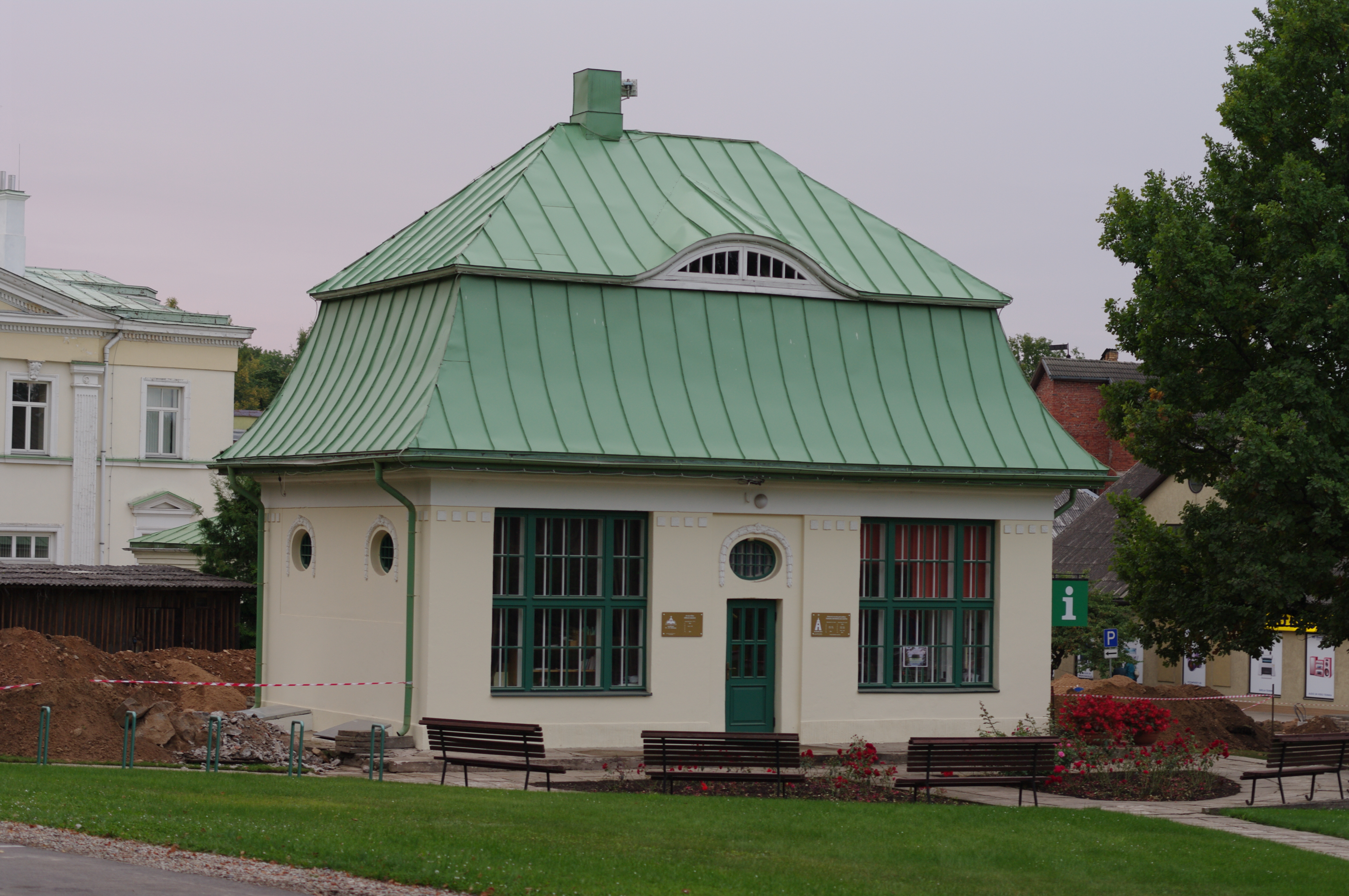
A casa onde Glück trabalhou no Século XVII é hoje um museu nacional

Constatando que não existia qualquer tradução da Bíblia em letão, resolveu lançar-se pessoalmente nessa tarefa. Visto que a Livónia era território sueco, Glück contactou o representante real, Johannes Fischer. Fischer, que possuía uma gráfica em Riga, aceitou bem a ideia e solicitou a autorização do Rei Karl XI (ou Carlos XI). Após receber a aprovação e financiamento real em 31 de Agosto de 1681, iniciaram-se os trabalhos de tradução.
Glück pretendia usar a versão alemã de Martinho Lutero como base para o seu trabalho, no entanto, entendeu que uma tradução directa dos manuscritos hebraicos e gregos elevaria a qualidade do texto. Visto que o seu conhecimento das línguas bíblicas era escasso, Glück viajou para Hamburgo, na Alemanha, com o propósito de as estudar. Provavelmente, durante a sua estadia naquela cidade, teria recebido a ajuda de Jānis Reiters no seu estudo de letão e do grego bíblico. Ao concluir os seus estudos em 1680, voltou à Letónia onde passou a servir como clérigo, sendo que em 1683 foi nomeado pastor da paróquia de Alūksne, cidade que acabou por ser o local onde se realizou o trabalho de tradução.
Visto que o idioma letão não possuía algumas palavras para termos e conceitos bíblicos, Glück utilizou algumas palavras em alemão e até chegou a cunhar novas palavras que hoje são amplamente usadas como parte do idioma letão. Segundo as cartas enviadas por Johannes Fischer ao monarca da Suécia, por volta de 1683 Glück já havia concluído a tradução das escrituras gregas, ou Novo Testamento. Em 1689 conclui o seu trabalho monumental, ou seja, num período de apenas oito anos. Depois de longos atrasos na impressão, foi dada autorização para a distribuição da nova tradução em 1694.
Os letões não se esqueceram do trabalho de Glück na tradução da Bíblia para o seu idioma. Além disso, reconhecem o grande contributo  para o desenvolvimento da língua letã escrita, sendo que Glück fundou em 1683 a primeira escola de línguas na Letónia, em Vidzeme. Até hoje, por mais de 300 anos, o povo de Alūksne, no distrito com o mesmo nome, cuida de dois carvalhos conhecidos como Glika ozoli (Carvalhos de Glück), plantados por Glück para comemorar nova Bíblia em letão. Na cidade existe também um pequeno museu com várias versões da Bíblia, incluindo um exemplar da primeira edição em letão. O brasão da cidade ostenta uma Bíblia e a data de 1689, ano da conclusão da tradução.

## Anos posteriores
Algum tempo depois de chegar à Letónia, Glück começou a estudar russo. Em 1699 ele mencionou numa carta o seu desejo de iniciar a tradução da Bíblia naquele idioma. Numa outra carta de 1702, referiu que já havia iniciado esse trabalho. No entanto, nesse mesmo ano a Rússia invadiu a região e derrotou os suecos. Glück e a sua família foram deportados para a Rússia. Nesse período conturbado, Glück perdeu os manuscritos tanto da sua Bíblia em letão como os da nova tradução para o russo.
Em 1705, Glück faleceu em Moscovo, na Rússia. Já após a sua morte, a sua filha adoptiva casou-se com o Czar russo Pedro, o Grande. Após a morte do marido em 1725, ela tornou-se Catarina I, imperatriz da Rússia.